# Peter James McParland
Peter James McParland (anglès: Peter McParland)  (Newry, 25 d'abril de 1934 - 4 de maig de 2025) fou un futbolista professional nord-irlandès.

## Biografia
Després de destacar al Dundalk de la lliga d'Irlanda fou fitxat per l'Aston Villa per un total de £3.880. En aquest club guanyà la FA Cup el 1957, a més d'un títol de segona divisió el 1960 i una copa de la lliga el 1961. Posteriorment fitxà per Wolverhampton Wanderers FC i Plymouth Argyle; retirant-se al Worcester City de la Southern League.
Va jugar amb Irlanda del Nord 34 cops. Disputà el Mundial de 1958, on marcà 5 gols, ajudant a la selecció a arribar a quarts de final. Va ser entrenador de l'AEL Limassol.